# Zuiderkerk (Ede)
De Zuiderkerk is een protestants kerkgebouw in de plaats Ede in de Nederlandse provincie Gelderland. De kerk is gelegen aan de Zandlaan 16.

## Geschiedenis
Deze kerk werd op 8 april 2008 in gebruik genomen ten behoeve van de Hersteld Hervormde Kerk. De naam Zuiderkerk werd gekozen uit een aantal namen die door gemeenteleden werden ingediend. Oorspronkelijk was het een bedrijfspand dat, mede door de inzet van vrijwilligers, tot kerk werd verbouwd. Het woonhuis voor de kerk is de pastorie. Voordien kerkte deze gemeente, vanaf 2004,  in verpleeghuis De Halderhof te Bennekom.

## Gebouw
Het is een opvallend wit gebouw onder zadeldak met een  kerkzaal, drie dwarsbeuken en een bescheiden torentje. (gemaakt door een ouder gemeentelid). De kerk heeft 400 zitplaatsen, een aantal dat tot 475 vergroot kan worden door er een zaal aan te schakelen.
De preekstoel is afkomstig van de Hervormde kerk te Sas van Gent. Het orgel is in 2007 gekocht en afkomstig van een voormalige Rooms Katholieke kerk uit Arnhem en door gemeenteleden opgebouwd en aangepast. Het orgelfront is gemaakt door Vlot maatwerk uit Ridderkerk.
Het doopvont is afkomstig van en geschonken door een Gereformeerde Gemeente uit Zeeland. Het doopbekken is geschonken door een gemeentelid. 
Het geld voor de kroonluchters is bijeengebracht door jongeren uit de gemeente. 